# Micrathena triangularispinosa
Micrathena triangularispinosa är en spindelart som först beskrevs av De Geer 1778.  Micrathena triangularispinosa ingår i släktet Micrathena och familjen hjulspindlar. Inga underarter finns listade i Catalogue of Life.